# ČSD-Baureihe U 33.9
Die ČSD-Baureihe U 33.9 war eine Schmalspur-Dampflokomotive, die von der Firma Smoschewer in Breslau ursprünglich in der Spurweite von 600 mm gefertigt wurde und später nach einer Umspurung auf 760 mm für Waldbahnen in der Slowakei Dienst tat.

## Geschichte
Entstanden war die Lokomotive im Jahr 1918 bei der Breslauer Firma Smoschewer unter der Fabriknummer 625. Diese fertigte während des Ersten Weltkrieges Lokomotiven in Spurweite von 600 mm für die Armee Österreich-Ungarns. Es handelte sich um dreiachsige Tenderlokomotiven der Typenreihe R III c. Lokomotiven dieser Typenreihe wurden in der Zeit von vielen Lokfirmen gefertigt. Die einzelnen Typen unterscheiden sich in einzelnen Konstruktionselementen wie Rahmenart, Steuerung und Führerstand.
Die Lokomotive Nummer 625 blieb nach 1918 in ihrer Herstellerfirma stehen, da es nicht gelang, sie zu verkaufen. Hauptsächlich soll sie in den 1920er bis 1940er Jahren bei Bauunternehmen mit der Spurweite von 600 mm Dienst getan haben. So schlug sich die Maschine bis in unsere heutigen Tage durch. Auf einem Foto ist die Lokomotive noch 1988 in der Spurweite von 600 mm zu sehen.
Später wurde sie auf 760 mm Spurweite umgespurt und führt ihren Dienst nunmehr auf der Museumsbahn in Čierny Balog aus.